# Lepidochitona (Lepidochitona) salvadorensis
Lepidochitona (Lepidochitona) salvadorensis is een keverslakkensoort uit de familie van de Lepidochitonidae. De wetenschappelijke naam van de soort is voor het eerst geldig gepubliceerd in 2006 door García-Ríos.